# Изабел Роме
Изабел Девоутон, Изабел Орлеанка, Исабеу Роме или Изабел Роме (фр. Isabelle Devouton, Isabelle d'Arc, Ysabeau Romée или Isabelle Romée; 1377-1458) је била мајка Јованке Орлеанке.
Била је староседелац Воутон-Баса, где се удала за Жака Орлеанског. Заједно су обрађивали 50 јутара земље. Породица је проглашена за племиће децембра 1429. Преселила се 1440. у Орлеан, где је од града добила пансион. Хтела је да Папа Никола V поново отвори судски случај, у којем је Јованку парламент прогласио јеретиком. Међутим, тај случај је 7. јула 1456, распуштен.